# متحف التراث الأمازيغي بأكادير
متحف التراث الأمازيغي أو المتحف البلدي للتراث الأمازيغي بمدينة اكادير هو متحف بلدي فتح أبوابه في 29 فبراير 2000. يبرز مظاهر الثقافة الأمازيغية المحلية بمنطقة سوس بمختلف مناطقها، الحضرية والقروية. و يشرف المجلس البلدي للمدينة على المتحف. تضم أروقة هذا المتحف مجموعة من المنتوجات التي تعكس مستويات الإبداع الحرفي الأمازيغي في مُختلف المجالات، سواء تعلق الأمر بأدوات الاستعمال اليومي المنزلي أو بوسائل الاستعمال الحرفي والاقتصادي.

## المُجوهرات والحلي

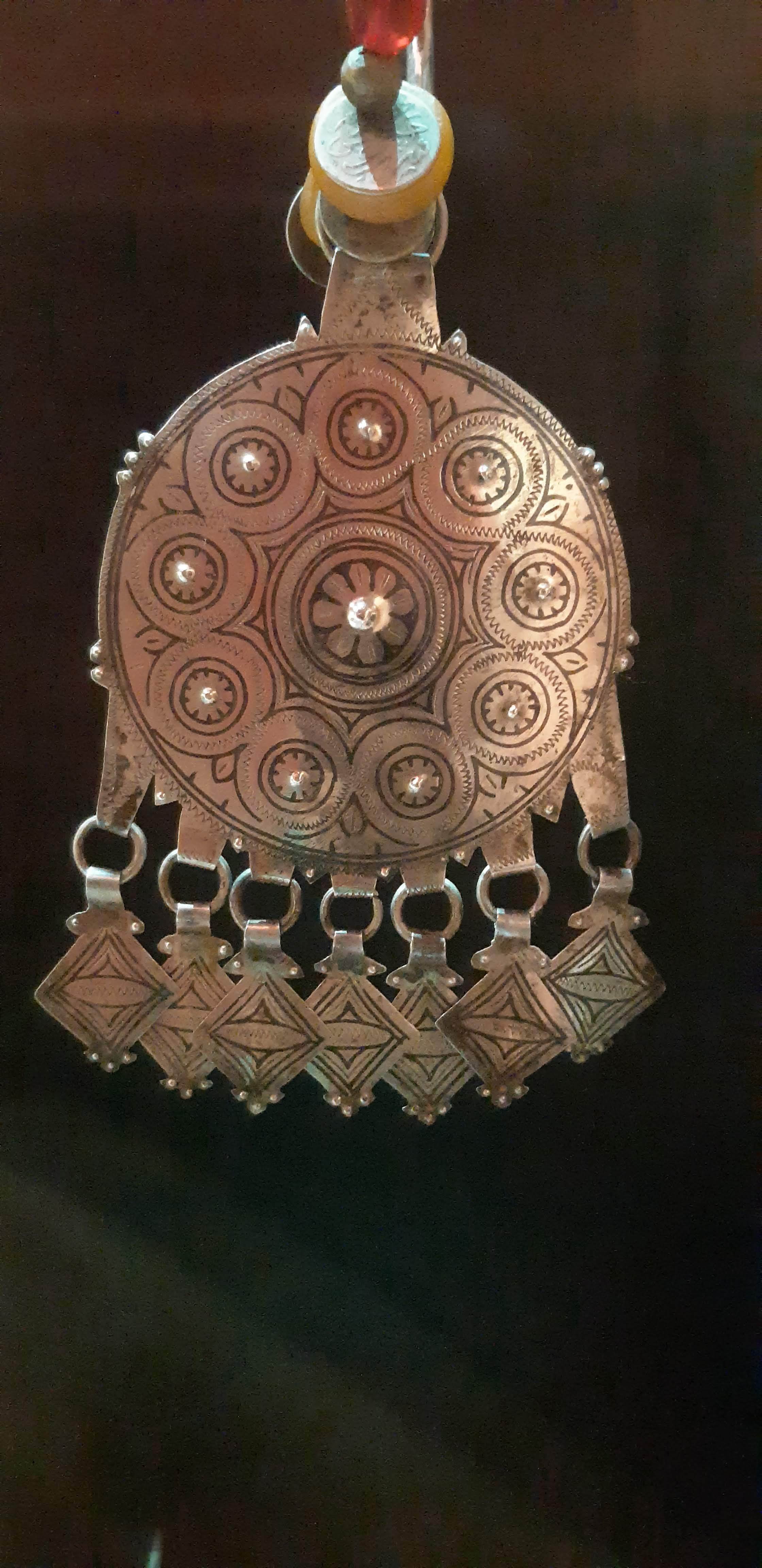
إحدى المُجوهرات داخِلَ المُتحف

يحتوي المتحف على تشكيلة من المُجوهرات والحلي المحلية من منطقة سوس والتي اشتهرت بالإنتاج الحرفي الخاص بالمجوهرات خاصة في تيزنيت و تافراوت و تارودانت و أيت بها وغيرها وتختزل هده المجموعة من الحلي أشكال ثقافية وتراثية أصيلة انتشرت في مُختلف قُرى وحواضر سوس منذ القدم. نظراً لانتشار عدد مهم من المناجم التي يُستخرج منها معدن الفضة و تُجسد سياغة الحلي والمُجوهرات في جهة سوس نشاط حرفي قديم إزدهر في المنطقة مُند قرون من الزمن إلى جانب العديد من الأنشطة الحرفية الأخرى.
إذا كانت المُجوهرات والحلي تُشكل عناصر اقتصادية في الكثير من الأحيان بالنسبة لسكان منطقة سوس فإنها في نفس الوقت تعبر عن قيمة حضارية رمزية مُهمة. لعل اختلاف الأشكال والنماذج يعكس كذلك اختلاف وتنوع الثقافة المحلية عند السكان. إن انتشار الحِرف التقليدية في منطقة سوس خاصةً تلك المُتعلقة بإنتاج المُجوهرات والحلي الفضية يرتبط ارتباطاً وتيقاً بالخصائص الثقافية والأبعاد الاجتماعية والاقتصادية لبنية المُجتمع الأمازيغي في جهة سوس مند القِدم .

## الثقافة الأمازيغية
تعرض أجنحة المتحف البلدي للتراث الأمازيغي بمدينة اكادير مُختلف أوجه وأشكال الثقافة الأمازيغية التي تكونت مند آلاف السنين. خاصة في منطقة سوس ويبرز المتحف تجليات ورموز الثقافة المحلية والحرف التقليدية والعمارة المحلية وإنتاج الحلي والمجوهرات والزرابي والحياة الثقافية والعلمية بالمنطقة التي ساهمت في صياغة رصيد حضاري وثقافي يعكس تطور الثقافة الأمازيغية وتعدد مُكوناتها وروافدها.

## معرض الصور

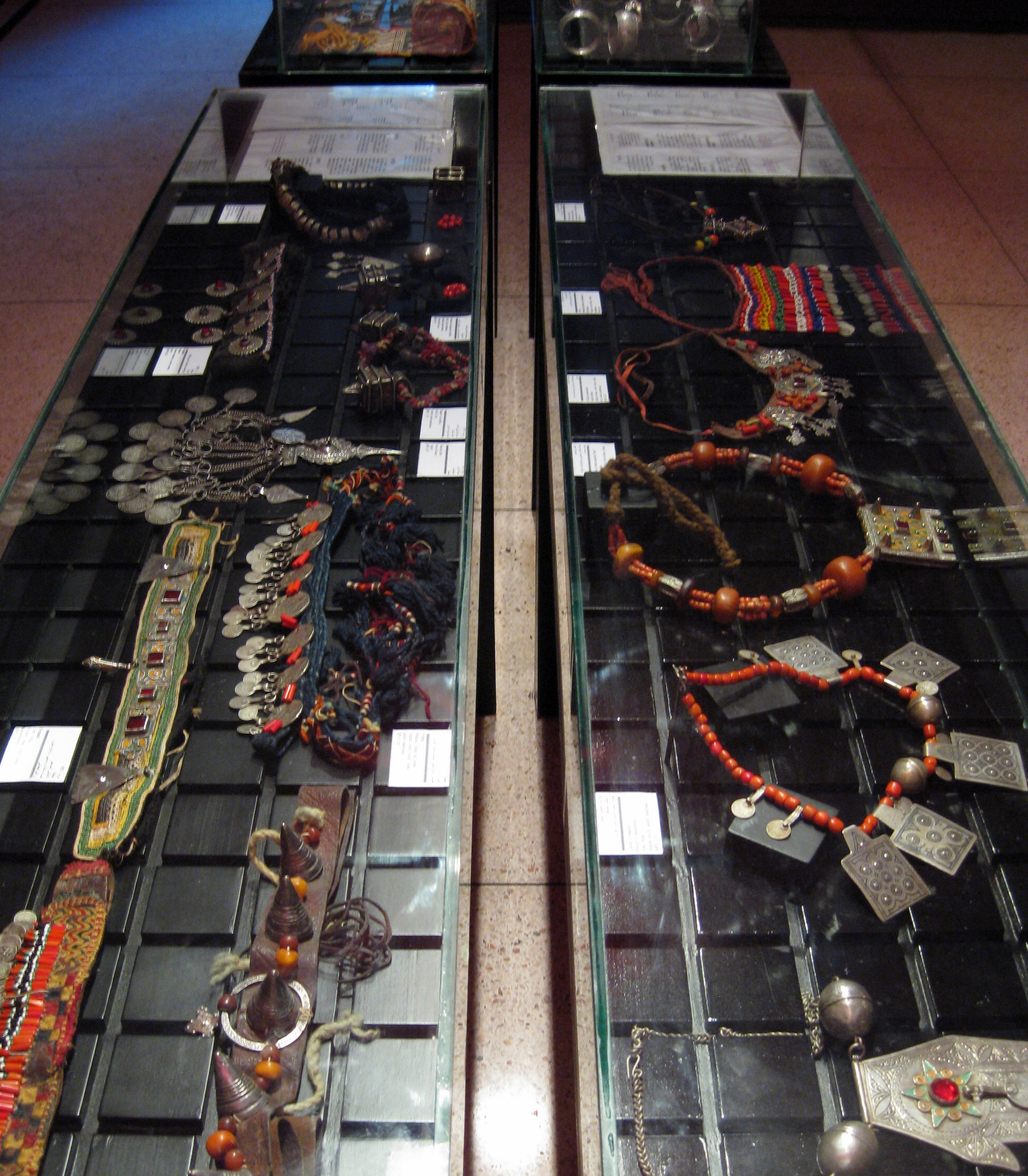
المُجوهرات
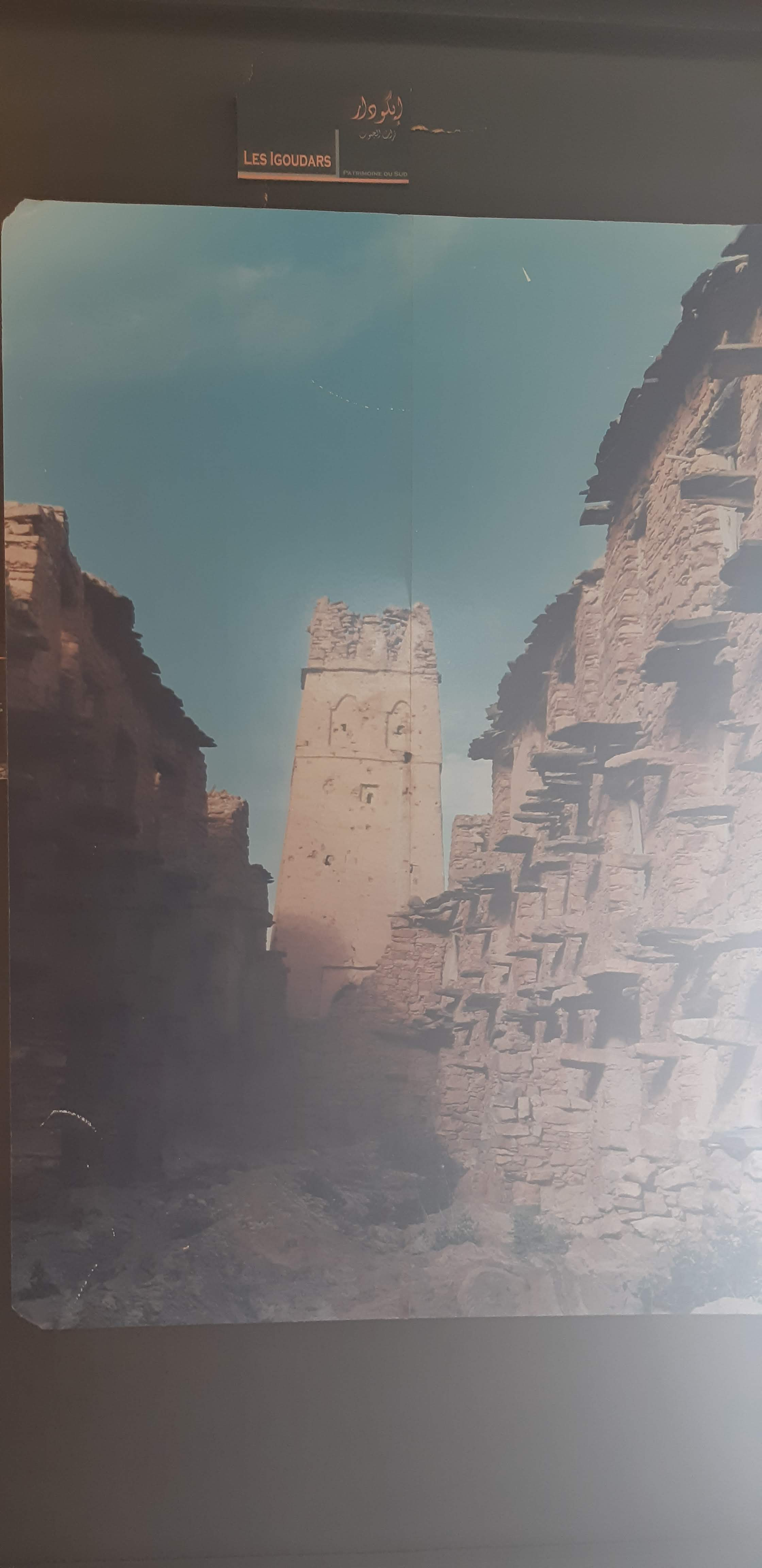
العمارة المحلية
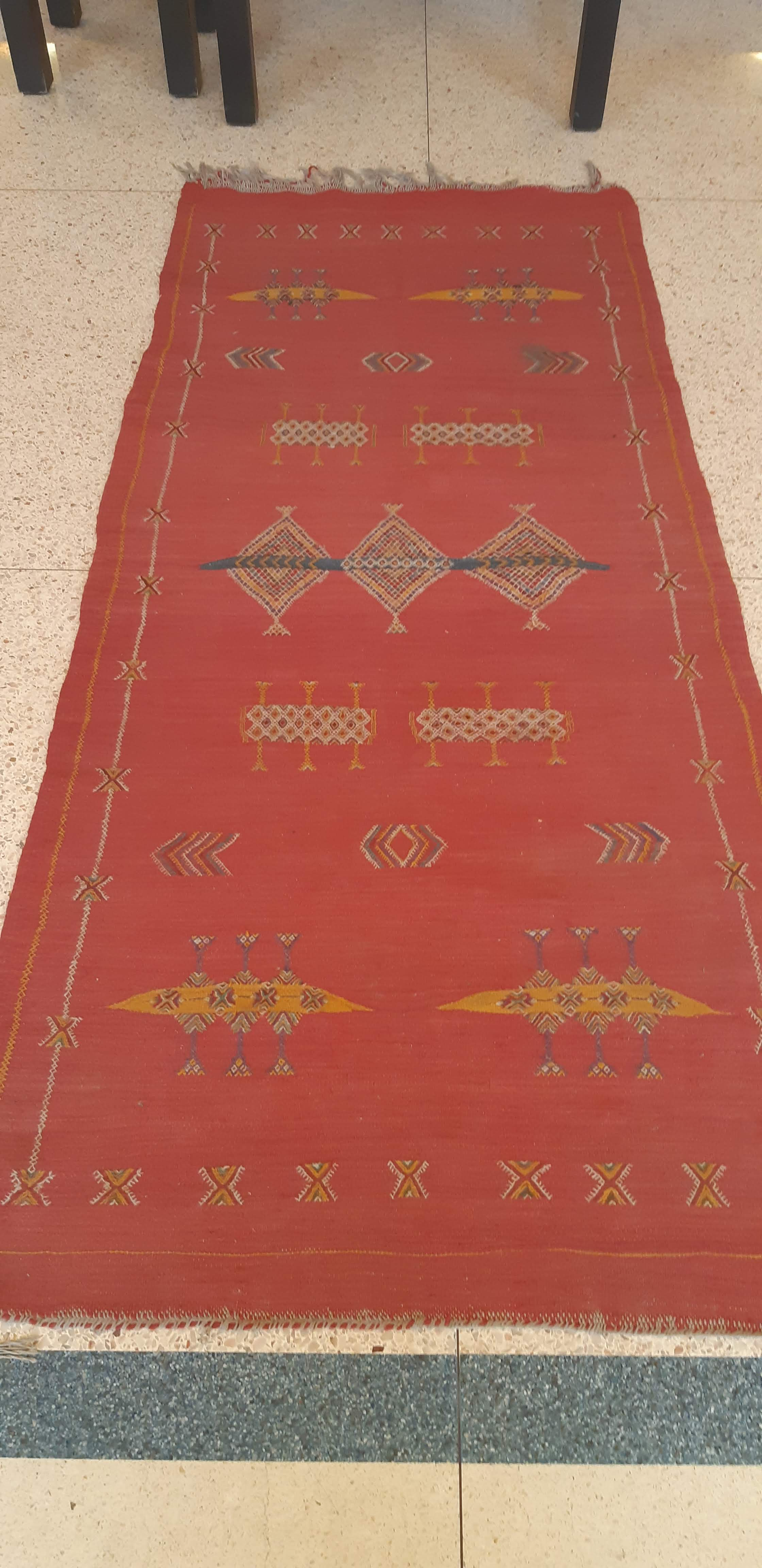
الزرابي